# 傅園慧
傅園慧（ふ えんけい、簡体字：傅园慧、ピン音：Fù Yuánhuì、1996年1月7日 - ）は、中国の女子競泳選手。専門種目は背泳ぎ。
原籍は杭州。天津医科大学リハビリテーションおよびスポーツ医学部で勉強中。

## 経歴
2011年に江西オリンピックスポーツセンターで開催された第七回全国城市運動会では、1分00秒27の時間で女子100メートル背泳ぎの優勝者になった。
2012年に中国を代表してロンドンオリンピックの競泳女子100メートル背泳ぎに参加し決勝に進出するも、8位に終わった。
2014年9月24日に仁川アジア競技大会の100メートル背泳ぎで金メダルを獲得した。
2015年8月7日にカザンで開催された世界水泳では、50メートル背泳ぎおよび4×100メートルメドレーリレーで金メダルを獲得している。
2016年8月にリオデジャネイロオリンピックの女子100メートル背泳ぎ準決勝に参加し、58秒95で決勝に進んだ。最後は58秒76でカナダのカイリー・マスと共に3位になって銅メダルを獲得した。

## 逸話
リオデジャネイロオリンピック競泳女子100メートル背泳ぎ準決勝後のインタビューで傅は、「58秒95?59秒かと思った！私そんなに速かったの？大満足よ！」と言った様々な表情を次々と披露した。さらに傅は、銅メダルを獲得した決勝後のインタビューでも「メダルは取れなかったけど…は？3位！」と言った愉快な受け答えと風変わりな態度を披露し、中国だけではなく世界各国で人気者となった。また、数日後に行われた4×100mメドレーリレー決勝で本来の実力を発揮することができなかったが、その理由についてインタビュアーに対して生理中であると説明した。スポーツのタブーの一つと考えられている月経の話題を公で話した傅の行動は広く称賛された。